# Filippo Gagliardi

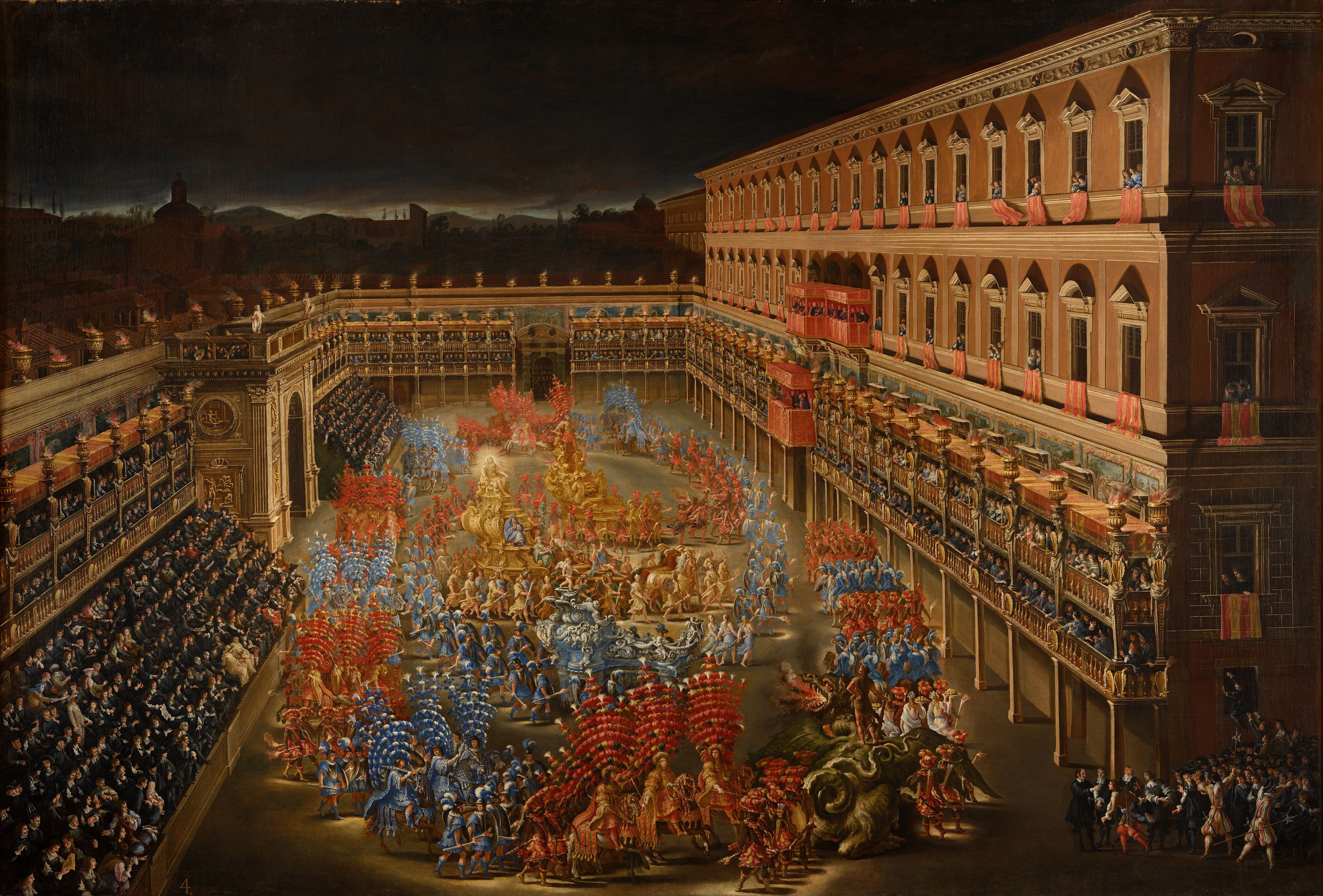
Filippo Gagliardi, Festeggiamenti in onore di Cristina di Svezia a Palazzo Barberini - Giostra dei Caroselli, dipinto con Filippo Lauri. L'evento avvenne il 28 febbraio 1656.

Filippo Gagliardi (Roma, 1606/1608 – 1659) è stato un pittore e architetto italiano del periodo barocco, attivo principalmente a Roma.

## Biografia
Famoso per l'attività di pittore di prospettive, apprese i primi rudimenti da Matteo Zaccolini. 
Collaborò insieme a Filippo Lauri e Andrea Sacchi alla realizzazione degli sfondi prospettici di alcune loro opere. 
Del 1640 è l'unico dipinto firmato Interno di San Pietro in Vaticano (Museo del Prado, Madrid). Partecipò anche al rinnovamento di San Martino ai Monti (1647-1654). 
Dal 1648 fu membro della Congregazione dei virtuosi al Pantheon e dal 1655 al 1658 fu principe dell'Accademia di San Luca.